# Pierre Lalo
Pierre Lalo, né le 6 septembre 1866 et mort le 9 juin 1943 à Paris, est un critique musical et traducteur français. Il est le fils du compositeur Édouard Lalo. Ses critiques pour le journal parisien Le Temps allient conservatisme et esprit. Parmi ses principales cibles se trouvait le compositeur Maurice Ravel, dont Lalo a décrié la musique tout au long de sa carrière. En plus de son travail journalistique, Lalo a siégé au conseil supérieur de l'enseignement du Conservatoire de Paris et à la radio nationale Radiodiffusion .

## Vie et carrière
Pierre Lalo est né à Puteaux, à l'ouest de Paris. Son père, Édouard Lalo, était compositeur ; sa mère, Julie de Maligny, était une chanteuse professionnelle d'origine bretonne. Il a étudié à l'École polytechnique à Paris. Il était un bon érudit, excellant dans l'étude de la littérature, des classiques, de la philosophie et des langues modernes.
À partir de 1896, Lalo rédige des articles pour le Journal des débats et, deux ans plus tard, il entame une carrière de critique musical avec un article dans la Revue de Paris sur le nouvel opéra Fervaal de Vincent d'Indy. Sur la base de cet article, il est nommé critique musical du Temps, demeurant au poste de 1898 à 1914 Il a également écrit pour Le Courrier musical et Comœdia. Des recueils de ses articles ont été publiés en volume en 1920 (La musique: 1898–1899), 1933 (Richard Wagner ou le Nibelung) et à titre posthume en 1947 (De Rameau à Ravel : portraits et souvenirs).
Lalo était membre du conseil supérieur de l'enseignement du Conservatoire de Paris sous la direction de Fauré et a ensuite siégé au conseil d'administration de la station de radiodiffusion nationale Radiodiffusion. Il décède à Paris à l'âge de 76 ans.
Le Grove's Dictionary of Music and Musicians décrit l'écriture de Lalo comme étant caractérisée par "le conservatisme, l'esprit, l'astuce et une finesse linguistique qui tourne parfois à la virulence". Bien qu'ami et conseiller de confiance de Fauré, le professeur de Ravel, Lalo n'a pas fait grand cas des premières œuvres du jeune compositeur, et a continué à le dénigrer tout au long de sa carrière. Lalo était moins hostile à la musique de Debussy, dont il préférait le style impressionniste à celui de Ravel. Lorsqu'il détecta ce qu'il pensait être l'influence de Ravel sur la musique de Debussy, Lalo écrivit : « Par un phénomène étrange, la musique de M. Debussy reflète aujourd'hui celle de ses propres imitateurs. On a reproché à M. Ravel (plus qu'il ne le devrait) de ressembler à M. Debussy, et maintenant c'est M. Debussy qui commence à ressembler à M. Ravel ». Lalo ajoute qu'il préfère néanmoins toujours la musique de Debussy à celle de Ravel. Son article "Maurice Ravel et le Debussysme" dans Le temps en 1907 a tellement éveillé l'opinion des factions dans le public musical que les relations harmonieuses entre les deux compositeurs se sont tendues.

### Ouvrages
- Jane Fulcher, Debussy and his world, Princeton, Princeton University Press, 2001 (ISBN 978-0-691-09041-2).
- Margery Halford, Debussy: An introduction to his piano music, Van Nuys, Alfred, 2006 (ISBN 978-0-7390-3876-5).
- Jean-Michel Nectoux, Gabriel Fauré – A Musical Life, Cambridge, Cambridge University Press, 1991 (ISBN 978-0-521-23524-2).
- Roger Nichols, Ravel, New Haven and London, Yale University Press, 2011 (ISBN 978-0-300-10882-8, lire en ligne).
- Maurice Ravel, L'intégrale : Correspondance (1895-1937), écrits et entretiens : édition établie, présentée et annotée par Manuel Cornejo, Paris, Le Passeur Éditeur, 2018, 1769 p. (ISBN 978-2-36890-577-7 et 2-36890-577-4, BNF 45607052)Contient 1 correspondance de Maurice Ravel de 1906 à Pierre Lalo (n°127),  2 lettres ouvertes de Maurice Ravel de 1907 au directeur du Temps, Adrien Hébrard, en réponse à des articles de Pierre Lalo (n°2540-2541), 1 article de Maurice Ravel de 1913 prenant la défense de Claude Debussy attaqué dans des articles de Pierre Lalo (n°2574), 1 entretien de Maurice Ravel avec Roland-Manuel de 1927  prenant la défense de Marcel Delannoy, Arthur Honegger et Darius Milhaud attaqués dans des articles de Pierre Lalo (n°2633)

### Articles
- Manuel Cornejo et Dimitra Cornejo-Diamantopoulou, « Maurice Ravel et Pierre Lalo. Une lettre oubliée de Maurice Ravel au directeur du Temps (avril-mai 1907) », Cahiers Maurice Ravel, Séguier, no 12,‎ 2009, p. 22-43 (ISBN 978-2-8404-9583-3)